# 면포

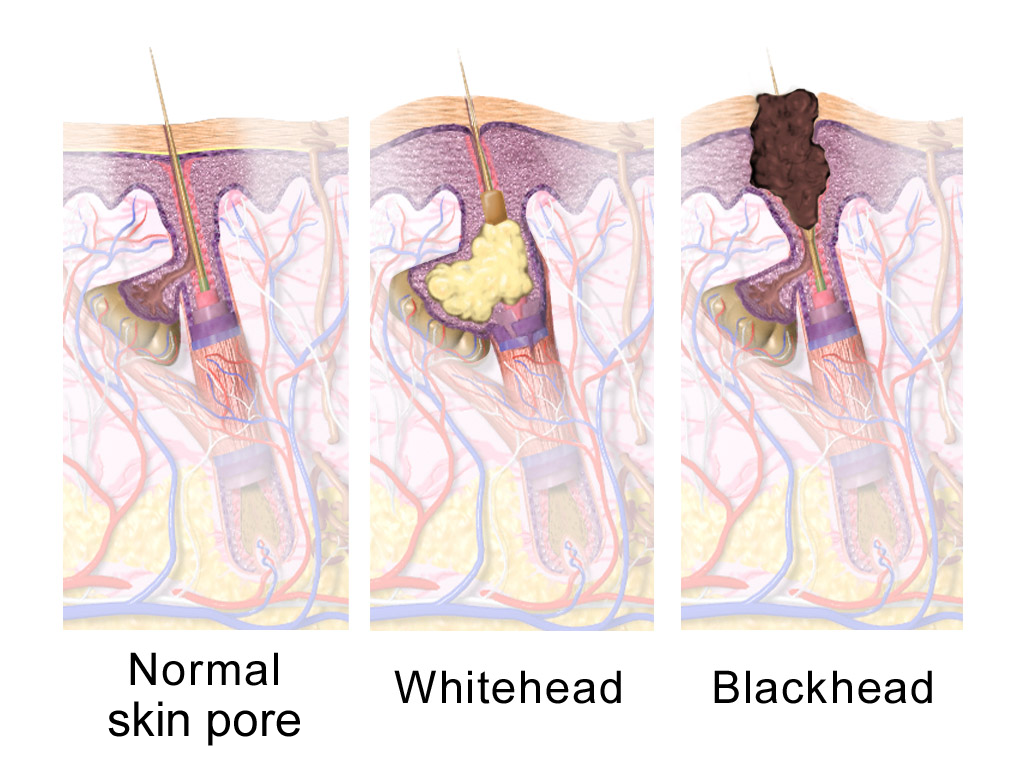
왼쪽: 일반 모낭
가운데: 닫힌 면포(화이트헤드)
오른쪽: 열린 면포(블랙헤드)

여드름집(comedo, 복수형: comedones) 또는 면포(面疱)는 피부의 모공(털구멍)이 막힌 것이다. 케라틴(피부 각질)이 피지(기름) 성분과 만나 모공을 막는다. "개방 여드름집" 또는 "열린 면포(개방 면포)"라 부르는 블랙헤드(blackhead)와 "폐쇄 여드름집" 또는 "닫힌 면포(폐쇄 면포)"라 부르는 화이트헤드(whitehead)가 있으며, 여드름과 함께 발생하기도 한다.

## 같이 보기
- 여드름